# Ramsay Ames
Ramsay Ames, nata Rita Rebecca Ames (New York, 30 marzo 1919 – Santa Monica, 30 marzo 1998), è stata un'attrice, cantante e ballerina statunitense.

## Biografia
Nata a New York nel 1919 da Edouard Ames e Violett Phillips, studiò nella Walter Hillhouse School dove apprese anche la danza e successivamente il canto, esibendosi poi professionalmente in vari night-club della città. Lavorò anche come modella per l'agenzia fotografica di John Robert Powers. Nel 1943 ottenne un contratto cinematografico con la Universal, esordendo nella commedia Two Señoritas from Chicago e chiudendo l'anno con il mistery Calling Dr. Death, con Lon Chaney Jr. e Patricia Morison. Il 1944 iniziò con l'esotico Alì Babà e i 40 ladroni e Ramsay Ames ebbe il suo ruolo più importante nell'horror The Mummy's Ghost. Nel 1945 l'attrice passò alla Warner Bros., che produsse Il romanzo di Mildred, notevole film con Joan Crawford, nel quale però Ramsay ha una parte molto modesta.
Lasciata la Warner Bros., oltre a un paio di western con Gilbert Roland, ebbe una parte di rilievo nel noir Below the Deadline, prodotto dalla Monogram nel 1946, con Warren Douglas. Tra i successivi film, oltre a un'apparizione in Il delfino verde, con Van Heflin e Lana Turner, recitò in The Black Widow e in G-Men Never Forget, del 1948, dopo il quale lasciò il cinema per alcuni anni.
Riprese a cantare e con un piccolo complesso fece delle tournée in America latina. Nel 1953 si trasferì a Roma e poi a Madrid. Qui recitò i suoi ultimi quattro film, tra i quali Alessandro il Grande, con Richard Burton, nel 1956, e Una tal Dulcinea, nel 1963. Nel 1964 conobbe a New York il drammaturgo e sceneggiatore Dale Wasserman: nel 1966 si sposarono e andarono a vivere in Spagna. Tornarono negli Stati Uniti nel 1970 e divorziarono nel 1980. Ramsay Ames visse in California e morì di cancro nel 1998. Fu sepolta nell’Holy Cross Cemetery di Culver City.

## Filmografia parziale

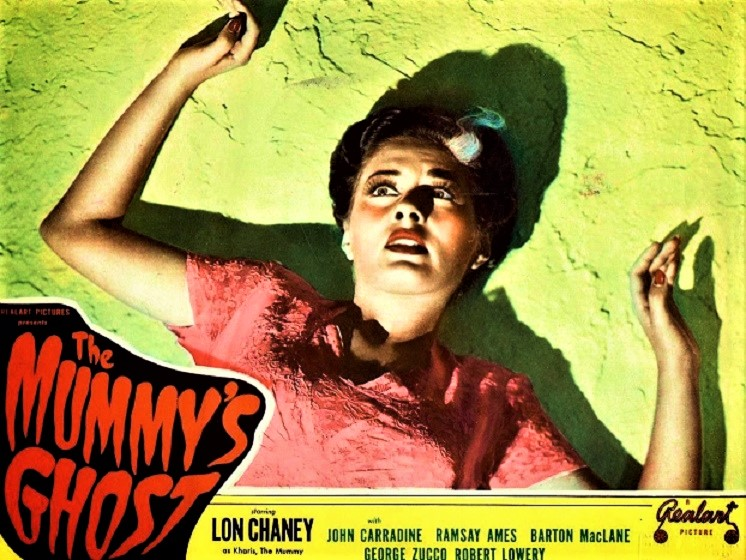
Poster del film The Mummy's Ghost

- Two Señoritas from Chicago, regia di Frank Woodruff (1943)
- Calling Dr. Death, regia di Reginald Le Borg (1943)
- Alì Babà e i 40 ladroni (Ali Baba and the Forty Thieves), regia di Arthur Lubin (1944)
- La nave della morte (Follow the Boys), regia di A. Edward Sutherland (1944)
- The Mummy's Ghost, regia di Reginald Le Borg (1944)
- Below the Deadline, regia di William Beaudine (1946)
- La bella e il bandito (Beauty and the Bandit), regia di William Nigh (1946)
- Il delfino verde (Green Dolphin Street), regia di Victor Saville (1947)
- The Black Widow, regia di Spencer Gordon Bennet (1947)
- G-Men Never Forget, regia di Fred C. Brennon (1948)
- Hanno ucciso Vicki (Vicki), regia di Harry Horner (1953)
- Alessandro il Grande (Alexander the Great), regia di Robert Rossen (1956)
- Il marito, regia di Nanni Loy e Gianni Puccini (1958)
- A las cinco de la tarde, regia di Juan Antonio Bardem (1961)
- Un buon prezzo per morire (The Running Man), regia di Carol Reed (1963)
- Una tal Dulcinea, regia di Rafael J. Salvia (1963)